# Copeland (circonscription britannique)
Pour les articles homonymes, voir Copeland.
Circonscription parlementaire de la Chambre des communes
La circonscription de Copeland est une circonscription électorale anglaise permettant l'élection d'un député au Parlement du Royaume-Uni.
Elle est située dans le comté de Cumbria et correspond approximativement au district de Copeland, autour de la ville de Whitehaven. Depuis sa création en 1983 et jusqu'à une élection partielle en 2017 à la suite de la démission de son Member of Parliament, elle envoie un député travailliste à la Chambre des communes.

## Liste des députés
| Élection | Député          | Parti  | Parti              | Majorité |
| -------- | --------------- | ------ | ------------------ | -------- |
| 1983     | Jack Cunningham |        | Parti travailliste | 1 837    |
| 1987     | Jack Cunningham | 1 894  | Parti travailliste |          |
| 1992     | Jack Cunningham | 2 439  | Parti travailliste |          |
| 1997     | Jack Cunningham | 11 996 | Parti travailliste |          |
| 2001     | Jack Cunningham | 4 964  | Parti travailliste |          |
| 2005     | Jamie Reed      | 6 320  | Parti travailliste |          |
| 2010     | Jamie Reed      | 3 833  | Parti travailliste |          |
| 2015     | Jamie Reed      | 2 564  | Parti travailliste |          |
| 2017     | Trudy Harrison  |        | Parti conservateur | 2 147    |
| 2019     | Trudy Harrison  | 5 842  | Parti conservateur |          |